# Tiempos compulsivos
Tiempos compulsivos es una serie de televisión argentina emitida entre el 29 de agosto de 2012 y el 7 de marzo de 2013 por Canal 13. Fue producida por Pol-ka Producciones sobre una idea original de Adrián Suar, escrita por Javier Daulte. Protagonizada por Rodrigo De La Serna, Paola Krum, Fernán Mirás y Gloria Carrá y coprotagonizada por Pilar Gamboa, Guillermo Arengo, Juan Minujín y Julieta Vallina, también contó con las actuaciones especiales de Carla Peterson y la primera actriz Marilú Marini.

## Sinopsis
Tiempos compulsivos sucede en un escenario muy especial. Un espacio terapéutico que alberga pacientes ambulatorios con compulsiones severas, algunas asociadas a patologías del entorno psiquiátrico. El experimentado Dr. Ricardo Buso (Mirás) tendrá a su cargo a un grupo de personas con padecimientos de diversa índole: Gerardo (Arengo) “work-aholic”, adicto al trabajo y a la conectividad constante; Inés (Peterson) con una compulsión a la acumulación, obsesiva del orden y con trastornos alimenticios; Sofía (Gamboa) con su cuerpo plagado de heridas y cicatrices que ella misma se inflige para opacar dolores más profundos; Teresa (Carrá) y sus múltiples personalidades, siempre pujando por prevalecer una sobre la otra; y Esteban (De La Serna) quizá el caso más complejo: un psicópata mitómano pero con una lucidez arrasadora.
En encuentros grupales diarios, Ricardo intentará aliviar el malestar que aqueja a sus pacientes, junto a su fiel colega y amigo Ezequiel (Minujín) y una nueva doctora que se suma a este trabajo multidisciplinario: la psicóloga Julieta Despeyroux (Krum) Este equipo de profesionales los hará enfrentar a sus miedos, sus angustias y deseos, siendo el eje de sus propios dramas y, a veces, el reflejo o la multiplicación de los traumas del otro. En algunos momentos, los terapeutas los observarán a través del cristal espejado de la Cámara de Gesell, sin que esto signifique que de un lado estén los sanos y del otro los enfermos: los médicos también sufren y deberán luchar contra sus “propios fantasmas”, similares a los que alteran el bienestar de sus pacientes.
En el alma de todos anidan distintas compulsiones. Y los tiempos que corren las hacen germinar.

## Elenco y personajes

### Protagonistas
- Rodrigo De La Serna como Esteban Soldeyra.
- Paola Krum como Julieta Despeyroux.
- Fernán Mirás como Ricardo Buso.
- Gloria Carrá como Teresa Guglietti.

### Coprotagonistas
- Carla Peterson como Inés Alonso.
- Guillermo Arengo como Gerardo Romero.
- Pilar Gamboa como Sofía Muntabski.
- Juan Minujín como Ezequiel Lambert.
- Julieta Vallina como Clara Arismendi.
- Marilú Marini como May Lapage.
- Marcelo D'Andrea como Silvio.
- Maruja Bustamante como Gaby.

### Actuaciones especiales
- Arturo Goetz como Gregorio Soldeyra.
- Tomás García Gerez como César Buso.
- Diego Velázquez como Federico.
- Romina Gaetani como Tania Ríos.
- Gonzalo Heredia como Fabián Mineli.
- Diego Rosental como Julito.
- Florencia Peña como Lara.
- Rafael Spregelburd como Sebastián.
- María Abadi como Julieta.
- Sofía Brito como Adriana.
- Carola Reyna como Anita.

## Premios Tato 2012

### Premios
- Gloria Carrá como Mejor actriz de reparto en ficción unitaria

### Nominaciones
- Tiempos compulsivos como Mejor ficción unitaria
- Rodrigo de la Serna como Mejor actor en ficción unitaria
- Fernán Mirás como Mejor actor en ficción unitaria
- Paola Krum como Mejor actriz en ficción unitaria
- Juan Minujín como Mejor actor de reparto en ficción unitaria
- Carla Peterson como Mejor actriz de reparto en ficción unitaria

## Premios Tato 2013

### Premios
- Tiempos compulsivos como Mejor ficción unitaria

### Nominaciones
- Gloria Carrá como Mejor actriz protagónica en drama
- Rodrigo de la Serna como Mejor actor protagónico en drama
- Carla Peterson como Mejor actriz protagónica en drama

## Premios Martín Fierro 2012

### Nominaciones
- Tiempos compulsivos como Mejor ficción unitaria
- Rodrigo de la Serna como Mejor actor protagónico en unitario y/o miniserie
- Gloria Carrá como Mejor actriz protagónica en unitario y/o miniserie

## Recepción
Según el Grupo IBOPE, en su debut promedió 14.8 puntos de índice de audiencia, no pudo vencer a su competidor directo, el unitario La Dueña por Telefe, quedó segundo en su franja y fue el quinto programa más visto del día.

## Audiencia
| Miércoles | 29 de agosto     | Capítulo 1     | 14.8 | No | [ 2 ]  |
| Miércoles | 5 de septiembre  | Capítulo 2     | 13.3 | No | [ 3 ]  |
| Miércoles | 12 de septiembre | Capítulo 3     | 11.2 | No | [ 4 ]  |
| Miércoles | 19 de septiembre | Capítulo 4     | 9.5  | No | [ 5 ]  |
| Miércoles | 26 de septiembre | Capítulo 5     | 10.9 | No | [ 6 ]  |
| Miércoles | 3 de octubre     | Capítulo 6     | 10.2 | No | [ 7 ]  |
| Miércoles | 10 de octubre    | Capítulo 7     | 11.3 | No | [ 8 ]  |
| Miércoles | 17 de octubre    | Capítulo 8     | 10.3 | No | [ 9 ]  |
| Miércoles | 24 de octubre    | Capítulo 9     | 9.7  | No | [ 10 ] |
| Miércoles | 31 de octubre    | Capítulo 10    | 9.1  | No | [ 11 ] |
| Miércoles | 7 de noviembre   | Capítulo 11    | 10.3 | No | [ 12 ] |
| Miércoles | 14 de noviembre  | Capítulo 12    | 9.2  | No | [ 13 ] |
| Miércoles | 21 de noviembre  | Capítulo 13    | 7.2  | No | [ 14 ] |
| Miércoles | 28 de noviembre  | Capítulo 14    | 7.7  | No | [ 15 ] |
| Miércoles | 5 de diciembre   | Capítulo 15    | 7.0  | No | [ 16 ] |
| Miércoles | 19 de diciembre  | Capítulo 16    | 6.3  | No | [ 17 ] |
| Miércoles | 26 de diciembre  | Capítulo 17    | 8.8  | No | [ 18 ] |
| Miércoles | 2 de enero       | Capítulo 18    | 6.2  | No | [ 19 ] |
| Miércoles | 9 de enero       | Capítulo 19    | 6.2  | No | [ 20 ] |
| Miércoles | 16 de enero      | Capítulo 20    | 5.9  | No | [ 21 ] |
| Jueves    | 24 de enero      | Capítulo 21    | 6.3  | No | [ 22 ] |
| Jueves    | 31 de enero      | Capítulo 22    | 6.3  | No | [ 23 ] |
| Jueves    | 7 de febrero     | Capítulo 23    | 5.8  | No | [ 24 ] |
| Jueves    | 14 de febrero    | Capítulo 24    | 4.9  | No | [ 25 ] |
| Jueves    | 21 de febrero    | Capítulo 25    | 6.0  | No | [ 26 ] |
| Jueves    | 28 de febrero    | Capítulo 26    | 6.7  | No | [ 27 ] |
| Jueves    | 7 de marzo       | Capítulo Final | 5.5  | No | [ 28 ] |